# 克吕讷河
克吕讷河（法語：Crusnes，法語發音：[kʁyn]）是法国大東部大區默兹省与默尔特-摩泽尔省的河流，是希耶尔河的左支流，长32.2千米，发源自克吕讷，河口处位于隆吉永。